# Nieuwe Synagoge (Bochum)
De Nieuwe Synagoge (Duits: Neue Synagoge) is het nieuwe religieuze centrum van de Joodse gemeente Bochum-Herne-Hattingen aan de Erich-Mendel-Platz in Bochum, Noordrijn-Westfalen.

## Geschiedenis

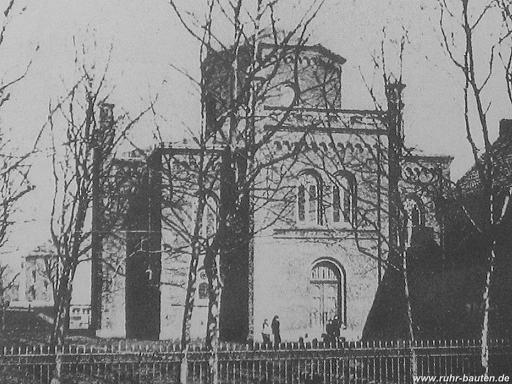
De oude synagoge van Bochum voor de verbouwing van 1890

De vroegere synagoge aan de huidige Huestraße (voorheen Wilhelmstraße 18) werd tijdens de Kristallnacht in 1938 verwoest. Aan de zijmuur van het aan het plein staande winkelgebouw, waar ooit de joodse school stond, herinnert tegenwoordig een gedenktafel aan deze verwoestte synagoge. 
Het nieuwe gebouwencomplex werd in de jaren 2005-2007 onder leiding van het architectenbureau Peter Schmitz gebouwd. De totale kosten ervan bedroegen EUR 7.000.000. De Keulse Peter Schmitz tekende voor het ontwerp van het gebouw en Ulrike Beuter voor de landschapsarchitectuur en wonnen de prijs van de één jaar eerder uitgeschreven architectuurwedstrijd. De stad Bochum had voor dit doel reeds eerder een representatief stuk grond van 4.300 m² aan de joodse gemeente geschonken.
Eind 2006 werd de eerste steen voor de nieuwe synagoge gelegd. In december 2007 volgde de plechtige opening. Hierbij spraken de Bondsdagvoorzitter Norbert Lammert, Oberbürgemeister Ottilie Scholz van de gemeente Bochum, de toenmalige minister-president van Noordrijn-Westfalen Jürgen Rüttgers, de toenmalige voorzitter van de Centrale Joodse Raad in Duitsland Charlotte Knobloch en de rabbijnen Avichai Apel, Vladislav Kaplan, Henry Georg Brandt en Julien Chaim Soussan.

## Architectuur
De eigenlijke synagoge wordt gevormd door een forse kubus. Aan de buitenvlakken van het blok, dat vrijwel geheel is gesloten, vormt het vlakke reliëf van de stenen bekleding het ornament van Davidsterren. De langwerpige, gezaagde natuurstenen zijn met hun voor- en terugspringend metselwerk ontleend aan het baksteenexpressionisme in het Roergebied. Halverwege de gevels dienen kleine driehoeken vensters voor het binnenlaten van licht, binnen resulteren ze samen in een rondlopend fries van sterren.      
De vierkante zaal wordt overspannen met een opgehangen, goudgeel baldakijn met een lichtopening in het midden. Het verleent de ruimte de door de gemeente gewenste sfeer. Aan de oostelijke zijde bevindt zich een vijftal op Jeruzalem georiënteerde, vierkante vensters. Voor het middelste venster staat de aron hakodesj, de schrijn waarin de Thorarollen worden bewaard. 
Het gebouw wordt aangevuld met een in zakelijke vormen uitgevoerde entree, een hal, een vergaderruimte, een café en bijgebouwen.   

## Afbeeldingen

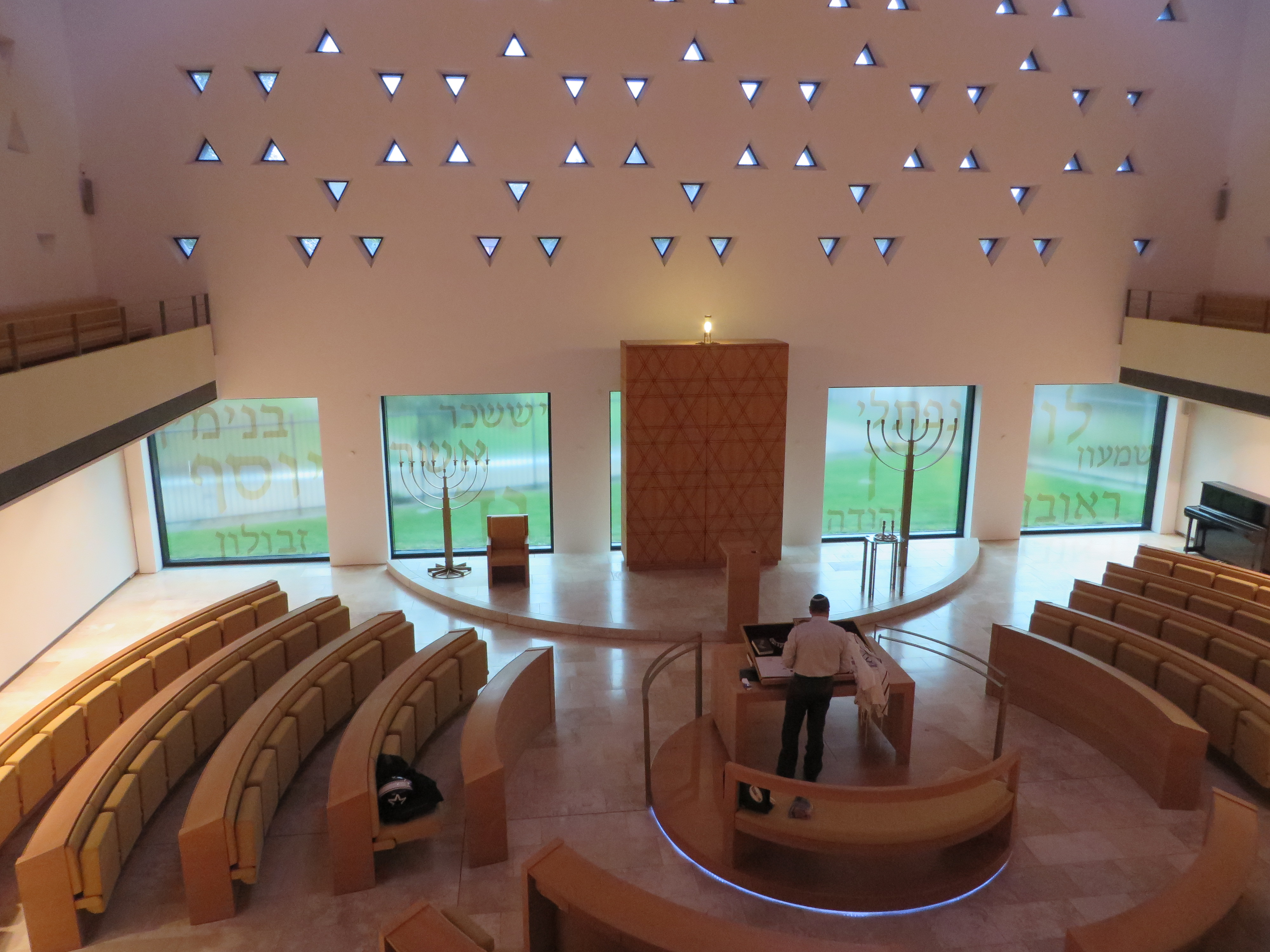
Interieur
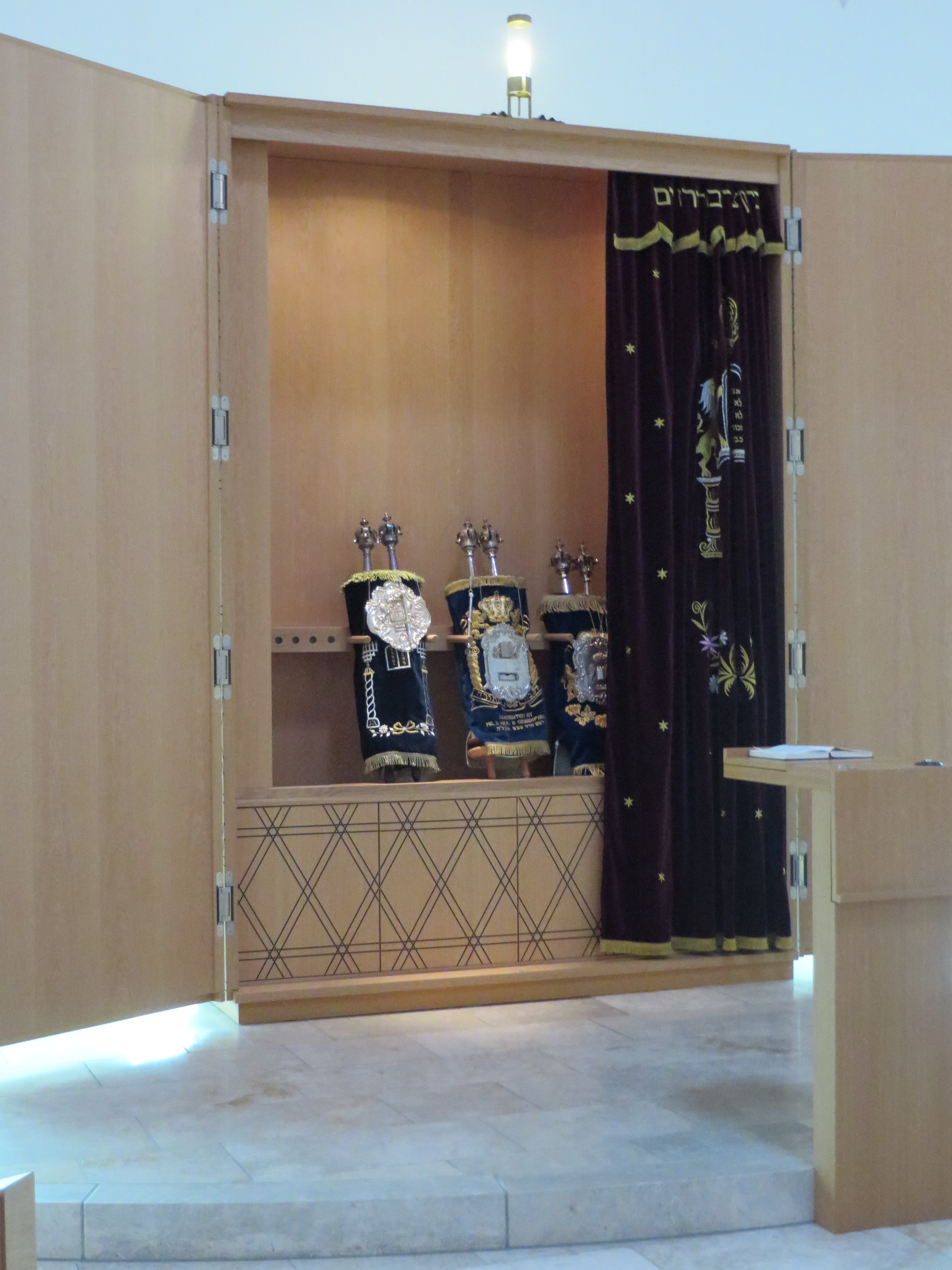
Thoraschrijn
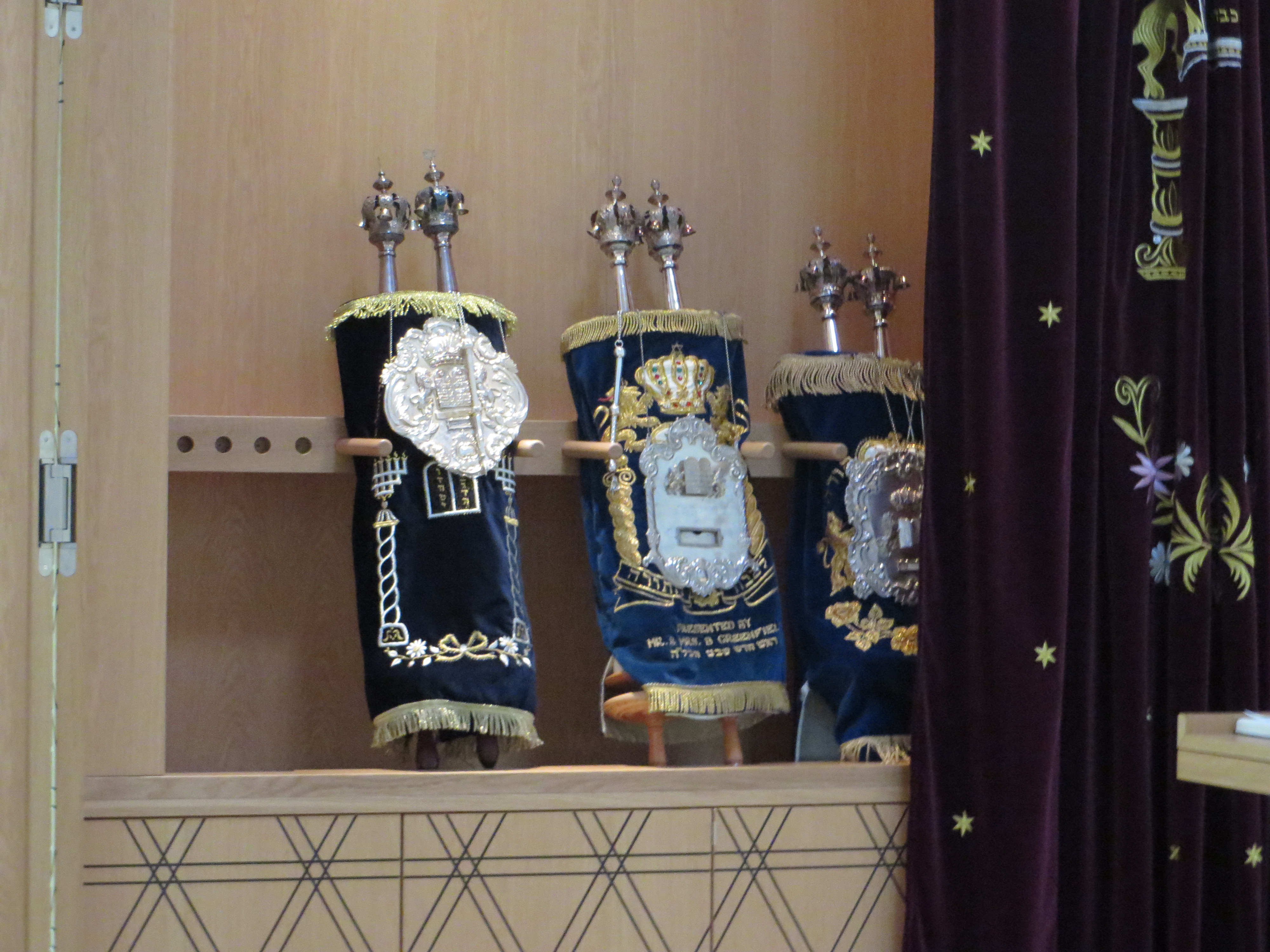
Thorarollen
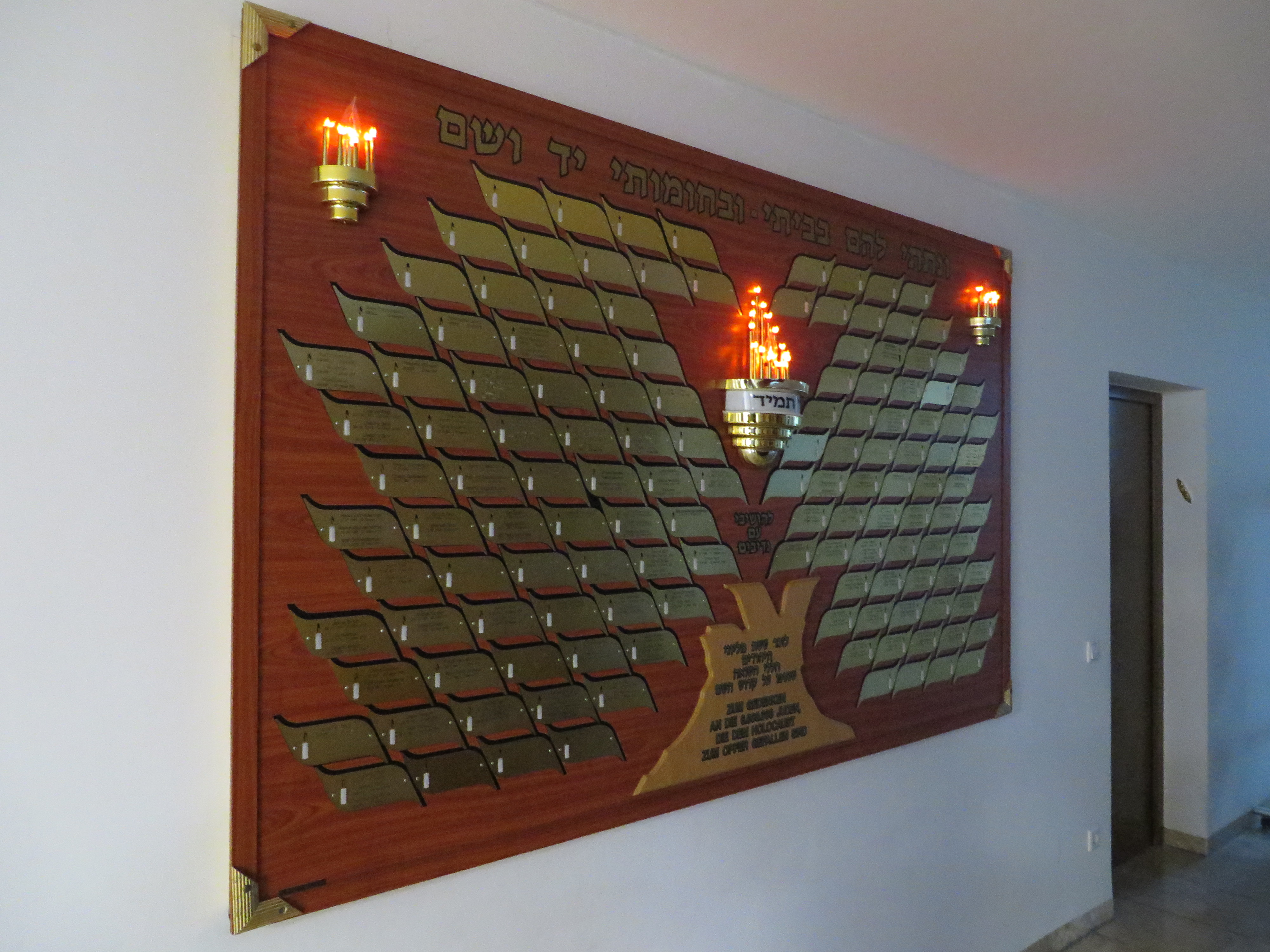
Herdenkingsplaquette slachtoffers Shoah